# Audignicourt
Audignicourt is een gemeente in het Franse departement Aisne (regio Hauts-de-France) en telt 101 inwoners (2009). De plaats maakte deel uit van het arrondissement Laon, maar werd op  1 januari 2017 overgeheveld naar het arrondissement Soissons.

## Geografie
De oppervlakte van Audignicourt bedraagt 5,5 km², de bevolkingsdichtheid is dus 18,4 inwoners per km².

## Demografie
Onderstaande figuur toont het verloop van het inwonertal (bron: INSEE-tellingen).
Vanwege een beveiligingsprobleem met de MediaWiki Graph-software is het momenteel niet mogelijk deze grafiek weer te geven. Zodra de software is bijgewerkt zal de grafiek vanzelf weer zichtbaar worden.